# The Terry Fox Story
The Terry Fox Story es una película biográfica de 1983 sobre el atleta y activista canadiense Terry Fox. Escrita por Howard Hume, John Kastner y Rose Kastner, y dirigida por Ralph L. Thomas. La película está protagonizada por Eric Fryer en el papel de Fox, Chris Makepeace, and Robert Duvall, Rosalind Chao, R. H. Thomson, Elva Mai Hoover, Michael Zelniker, Saul Rubinek y Patrick Watson.

## Sinopsis
Cuenta la historia real de Terry Fox, un atleta y activista canadiense que había perdido una pierna a consecuencia de un osteosarcoma, un tipo de cáncer de huesos que le había sido diagnosticado cuando era adolescente, y que en 1980 recorrió Canadá durante cuatro meses en lo que él mismo llamó el "maratón de la esperanza", con el fin de recaudar dinero para la lucha contra el cáncer. Fox tuvo que poner fin a su carrera solitaria debido a las complicaciones del cáncer que padecía, tras recorrer 5.000 km, y falleció a penas un mes después. Su historia tuvo una amplia repercusión en su país y que le convirtió en un héroe.

## Recepción
La película fue producida por HBO y emitida en televisión en Estados Unidos y en cines en Canadá y Reino Unido. Protagonizada por el actor amputado Eric Fryer y por Robert Duvall, se convirtió en la primera película creada exclusivamente para la televisión por cable de pago. Aunque la crítica fue generalmente positiva, la familia de Fox no se mostró totalmente conforme con el resultado, criticándola por cómo se mostró el temperamento de Terry. En los Premios Genie de 1984 fue nominada en ocho categorías, resultó ganadora en cinco.

## Reparto
- Eric Fryer como Terry Fox.
- Robert Duvall como Bill Vigars.
- Chris Makepeace como Darrell Fox.
- Rosalind Chao como Rika Noda.
- Michael Zelniker como Doug Alward.
- Elva Mai Hoover como Betty Fox.
- Frank Adamson como Rolly Fox.
- Marie McCann como Judith Fox.